# Mezopotamski arapski
Mezopotamski arapski (irački arapski, furati, bagdadski arapski; ISO 639-3: acm), arapski jezik koji se u Iraku govori kao nacionalni jezik, poglavito uz Eufrat i Tigris. 15 100 000 govornika u svim zemljama (Irak, Iran, istočna Sirija). U Iranu se govori u provinciji Khuzestan. Postoji više dijalekata: egipatski, anatolijski i tigrisk.

## Vanjske poveznice
- Ethnologue (14th)
- Ethnologue (15th)